# 100 до н. е.

## Події
- Луцій Валерій Флак обраний консулом (разом з Квінтом Цецилієм Метеллом Нумідійським). Втім відразу допоміг Гаю Марію позбавити Метелла консульської влади й обрати самого Марія консулом-суффектом.
- Луцій Аппулей Сатурнін, народний трибун, підняв у Римі повстання проти оптиматів, проте зазнав поразки.

## Народились
- 13 липня — Гай Юлій Цезар, давньоримський політичний, державний та військовий діяч (помер 44 до н. е.)
- Корнелій Непот — давньоримський історик-анналіст.

## Померли
- Корнелія Сципіона Африкана мати братів Тиберія і Гая Гракхів.